# Hohausen
Koordinaten: 51° 22′ 43″ N, 8° 53′ 51″ O
Hohausen ist eine Wüstung in der Gemarkung von Vasbeck in der nordhessischen Gemeinde Diemelsee.

## Geographische Lage
Der Ort lag auf etwa  382 Meter über Normalhöhennull südöstlich von Vasbeck. Dort gibt es heute die Flurnamen „Am Hausen“, „Auf dem Hausenberg“ und „In den Hausen“.

## Geschichte
Wann der Ort besiedelt und wann er aufgegeben wurde, ist nicht bekannt. Bisher findet sich nur eine urkundliche Erwähnung aus dem Jahre 1483: „1483 verkaufte Heinrich Blivar seinem Schwiegersohn Jürgen Slingwurm seine Güter zu Vasbeck, Mühlinghausen und Hevenhausen für 60 rheinische Gulden unter dem Vorbehalt des Wiederkaufes.“